# نمذجة ذاتية باستخدام الفيديو

## التعريف والخلفية
النمذجة الذاتية باستخدام الفيديو (VSM) هو أحد أشكال التعلم بالملاحظة والنمذجة حيث يلاحظ الأشخاص أنفسهم وهم يتبعون سلوكًا ما بطريقة ناجحة على الفيديو, ثم يقلدون السلوك الهدف. وتسمح النمذجة الذاتية باستخدام الفيديو أن يروا الأشخاص أنفسهم ناجحين ويتصرفون بطريقة لائقة ويؤدوا مهام جديدة. وقد قام بيتر دوريك, باحث رئيسي في وضع النمذجة الذاتية, بوصف نموذجين للنمذجة السلوكية الذاتية باستخدام الفيديو, وهما النمذجة المستقبلية والنقد الذاتي. النقد الذاتي يقوم على شخص يمتلك مهارة عاليةً نسبيًا فيشاهد نماذج للحظات أفضل أداء قدمه. ويحضرنا هنا مثال جيد على هذا الفعل استخدمته لاعبة الغطس الحاصلة على الميدالية الذهبية لورا ويلكنسون قبل كل مباراة. وفي لقاء معها عقب حصولها على الميدالية الذهبية، وجه إليها سؤال عن كيفية استعدادها للمسابقة. فقالت إنها تشاهد فيديو يضم أفضل الغطسات التي قامت بها بالإضافة إلى عبارات التحميس من أفراد عائلتها ومدربيها. ويستخدم أسلوب النقد الذاتي بصورة أساسية في تدريبات الألعاب الرياضية كشكل من أشكال التصور المرئي.
على الناحية الأخرى تنطوي النمذجة المستقبلية على مهارات أو سلوكيات جديدة والتي تتطلب عادة نوعًا من تحرير الفيديو ليبدو أن المشاهد يؤدي بطريقة متقدمة. ويمكن هنا المقارنة بين النمذجة المستقبلية والمصطلح التقليدي التغذية الراجعة الذي يرتبط باستقبال معلومات عن الأداء. وتسمح لك التغذية الراجعة بأن ترى كيف كان أداؤك. بينما تسمح لك النمذجة المستقبلية بأن ترى كيف يمكن أن يكون أداؤك؛ إنها رؤية الذات في المستقبل. وتستخدم النمذجة المستقبلية بصورة أساسية في دوائر التعليم والعلاج وتستخدم بصورة أساسية مع الأطفال ذوي الإعاقات]. فقد وجد أن تلك الطريقة تكون فعالة بشكل خاص مع الأطفال المصابين بـ التوحد الذين يبدو أنهم يكونون متعلمين بالتعليم البصري والذين يبدو أنهم يهتمون أكثر بمشاهدة الشاشات بدلاً من مشاهدة النماذج الحية.
في كتابه الرؤية هي الاعتقاد, ذكر توم بجي ثلاث طرق أساسية لتجميع مشاهد الفيديو المصورة وترتيبها في فيديو نمذجة مستقبلية:
1. المحاكاة - تفيد بشكل خاص في مهارات اللغة. يشجع الأطفال على قول الكلمات أو العبارات. وقد تكون تلك الكلمات جديدة أو نادرة الاستخدام ويمكن أن تكون العبارات والجمل أطول أو أكثر تعقيدًا عما يستخدمه الأطفال في هذا الوقت. ويمكن استخلاص كلمات مفردة من مقاطع الفيديو باستخدام برامج تحرير الفيديو واستخدامها في جمل.
2. تمثيل الأدوار - يفيد هذا بشكل خاص في المهارات الاجتماعية. فيشارك الأطفال في تمثيل مشاهد تمثل السلوكيات الصحيحة وهذا يشكل تحديًا بالنسبة لهم. فعلى سبيل المثال، يمكن تحديد إطلاق نوبات غضب ومع كل نوبة غضب يظهر مشهد في فيديو النمذجة الذاتية باستخدام الفيديو - مع شخص يؤدي السلوكيات البديلة الصحيحة بدلاً من الغضب.
3. دع الكاميرا لتدور وترصد السلوكيات النادرة - يستخدم هذا الأسلوب استخدامًا نموذجيًا مع الأشخاص الذين لا يمكنهم التقليد أو اتباع الإرشادات. وقد تستهلك هذه الطريقة وقتًا طويلاً جدًا، ولكنها استخدمت استخدامًا فعالاً في علاج مشكلات الطعام. فيمكن تصوير فيلم للطفل أثناء فترات تناول الطعام المختلفة ثم يتم استخلاص نماذج لأفضل أداء مناسب في تناول الطعام (مثل وضع الطعام في الفم) وتجمع تلك النماذج في فيلم للنمذجة المستقبلية.

بدأ منذ العقد السابع من القرن العشرين إجراء أبحاث عن العديد من السلوكيات ومختلف أنواع الإعاقات، وتوصلت تلك الأبحاث إلى نتائج إيجابية. فذكر الباحثون أن التغيرات تحدث سريعًا، ويتم الحفاظ عليها بصورة جيدة، وإن تلك التغيرات تتعمم في مختلف البيئات. ولكن تخلف المعلمون والمعالجون عن تبني نتائج تلك الأبحاث، ويحتمل أن يكون ذلك ناتجًا عن المتطلبات التقنية لتحرير الفيديو. ولكن التقدم الحاصل في توفير برامج تحرير سهلة الاستخدام مثل iMovie وMovie Maker قطع شوطًا طويلاً في حل تلك المشكلة. وهناك سبب آخر لذلك الزخم الذي اكتسبه استخدام النمذجة السلوكية باستخدام الفيديو وهي مقالة كتبها سكوت بينيلي وجينيفير أكوليان عام 2007.  فقد قام هذان الباحثان بإجراء تحليل بُعدي لجميع أشكال النمذجة باستخدام الفيديو وتوصلا إلى أن نمذجة الأقران والنمذجة الذاتية توافق شروط مجلس الأطفال المميزين (Council for Exceptional Children) الخاصة بالطرق القائمة على أبحاث.
وتتميز النمذجة الذاتية بعدة سمات تجعلها تبرز بمفردها كأداة جيدة للاستخدام مع الأطفال ذوي الإعاقات. حيث تستخدم تلك الطريقة التخيلات الإيجابية التي تجعلها مناسبة لمعظم خطط دعم السلوكيات الإيجابية. وينبغي أن تظهر آثار النمذجة السلوكية باستخدام الفيديو على الفور. فإذا لم يظهر تغير بعد مرتي مشاهدة أو ثلاث، ينبغي الانتقال سريعًا لطريقة بديلة. وأخيرًا، يبدو أنه ليس هناك آثار سلبية فعلية لتلك الطريقة. فما الضير إن لم تفلح تلك الطريقة مع أحد الأشخاص. فكما يقول بجي (Buggey) في كتابه، النتيجة الوحيدة الملموسة عندما لا تتحقق أي نتائج أن الشخص ينتهي بفيديو يمتدح شخصه. 

## تحذيرات
رغم أن النمذجة السلوكية باستخدام الفيديو قد أظهرت نجاحًا مبهرًا مع أعمار مختلفة وأنواع من الإعاقات، فإن لهذه الطريقة نتائج معضلة مع الأطفال الذين تقل أعمارهم عن 4 سنوات ومع الأشخاص المصابين بحالات حادة من الإعاقة المعرفية (رغم أن تلك الطريقة أثبتت نجاحها مع الأطفال المصابين بحالات حادة من التوحد). فيجب أن يتوخى المستخدمون الحذر فلا يصورون سلوكًا يتجاوز قدرات المشاهد. فعرض المهارات التي تتجاوز إمكانيات الأفراد قد تصيبهم بالإحباط وتسير على عكس الهدف من استخدام النمذجة السلوكية باستخدام الفيديو. فيجب استشارة كل من اختصاصي النطق واللغة واختصاصي العلاج الفيزيائي أو اختصاصي العلاج الوظيفي عندما تكون المهارات التي يتم التعامل معها تقع في إطار مجالات خبراتهم.
ينبغي أن يدرك المستخدمون أيضًا الفوارق بين النمذجة الذاتية والملاحظة الذاتية. ففي حين أن النمذجة الذاتية تقوم على تحرير فيديو يصور التخيلات الإيجابية فقط، فإن الملاحظة الذاتية تنطوي على مشاهدة صور طبيعية لم يتم تحريرها للسلوكيات. والمثال التقليدي للملاحظة الذاتية هو مشاهدة أفلام المباريات في الرياضة. فيمكن اكتساب الكثير من خلال استخدام الملاحظة الذاتية؛ بيد أن هناك خطرًا متمثلاً في أنه لو كانت السلوكيات المصورة سلبية جدًا (كفشل لاعب الهجوم الرئيسي في مهام اعتراض لاعبي الفريق الخصم في 60% من الوقت) فقد يؤثر ذلك تأثيرًا عكسيًا على الثقة بالنفس ومن ثم يؤثر على أداء المشاهد. فيرى باغي (Buggey)  أن استخدام الملاحظة الذاتية مع الأطفال ذوي الإعاقات ينبغي أن يتم بحذر شديد.

## وصلات خارجية
- VSM research at Siskin Children's Institute
- Video Futures Project at Univ. of Hawai'i Manoa
- Video modeling for Autism
- Seeing is Believing, Tom Buggey
- Albert Bandura
- Council for Exceptional Children
- Positive Behavior Support, Andrea M. Cohn